# Livermore (Iowa)
Pour les articles homonymes, voir Livermore (homonymie).
Livermore est une ville du comté de Humboldt, en Iowa, aux États-Unis. Elle est fondée en 1879 et incorporée le 3 novembre 1882.

## Source de la traduction
- (en) Cet article est partiellement ou en totalité issu de l’article de Wikipédia en anglais intitulé « Livermore, Iowa » (voir la liste des auteurs).